# Хатаниш
Хатаниш (шум. ḫa-da-ni-iš) — царь (лугаль) шумерского города Хамази, правивший в XXV веке до н. э.
Единственный представитель династии Хамази.
Согласно шумерскому эпосу, Хатаниш был удачливым полководцем и захватил большую часть Двуречья. Хатаниш, очевидно, был исторической личностью и действительно осуществлял контроль над Ниппуром, так как его память долго чтилась в ниппурском храме Энлиля. Этот царь-чужеземец, установив своё изваяние в шумерском святилище, закрепился и в шумерской традиции, что нашло своё отражение в «Царском списке»: 
Киш был повержен (в сражении) 
и его престол принял Хамази.
 В Хамази Хаданиш правил 360 лет.

(Всего) один царь правил 360 лет. 
Хамази был повержен 
и его престол был перенесен в Эрех…
Хатаниш потерпел поражение от Ухтуба — энси Киша и отступал на север. После взятия Киша царём Урука Эн-Шакушаной Хатаниш на короткое время сделал свой город гегемоном в Северном Двуречье.